# Muüsza
A Muüsza (hangul: 무위사, handzsa: 無爲寺, RR: Muwisa, ’Muü templom’) Dél-Korea Dél-Csolla (Jeolla) tartományában, Kangdzsin (Gangjin) járásban található Silla-kori templom, két nemzeti kincs (13, 313. számú), valamint öt további kincs otthona.

## Története
A Volcshulszan (Wolchulsan) hegyen található templomot 617-ben alapították Kvanumsza (Gwaneumsa) néven. A 13. nemzeti kincsként számon tartott Kungnakpodzson (극락보전, Geungnakbojeon) csarnokot 1430-ban, már a Csoszon (Joseon)-korban emelték. Ebben a csarnokban lelhető fel az ország 313. nemzeti kincse, egy Amitábhabuddha-ábrázolás, mely 1476 körül készült.